# Frente de Libertação da Somália Ocidental

Bandeira do grupo.

Frente de Libertação da Somália Ocidental (somali:  Jabhadda Xoreynta Somali Galbeed) foi um grupo rebelde separatista que operou  no leste da Etiópia para criar um Estado independente. Desempenhou um papel importante na Guerra de Ogaden em 1977-1978, ajudando o exército somali invasor.